# 12-Оксистеарат лития
12-Оксистеарат лития — соль лития и 12-оксистеариновой кислоты с формулой CH3(CH2)4CH(OH)(CH2)11COOLi.
Получается омылением гидрированного касторового масла раствором гидроксида лития.
12-Оксистеарат лития образует бесцветные кристаллы, растворяется в горячих нефтяных маслах.
Применяется в производстве литиевых смазок.